# Araneus octodentalis
Araneus octodentalis är en spindelart som beskrevs av Song och Zhu 1992. Araneus octodentalis ingår i släktet Araneus och familjen hjulspindlar. Inga underarter finns listade i Catalogue of Life.